# Game Boy Color

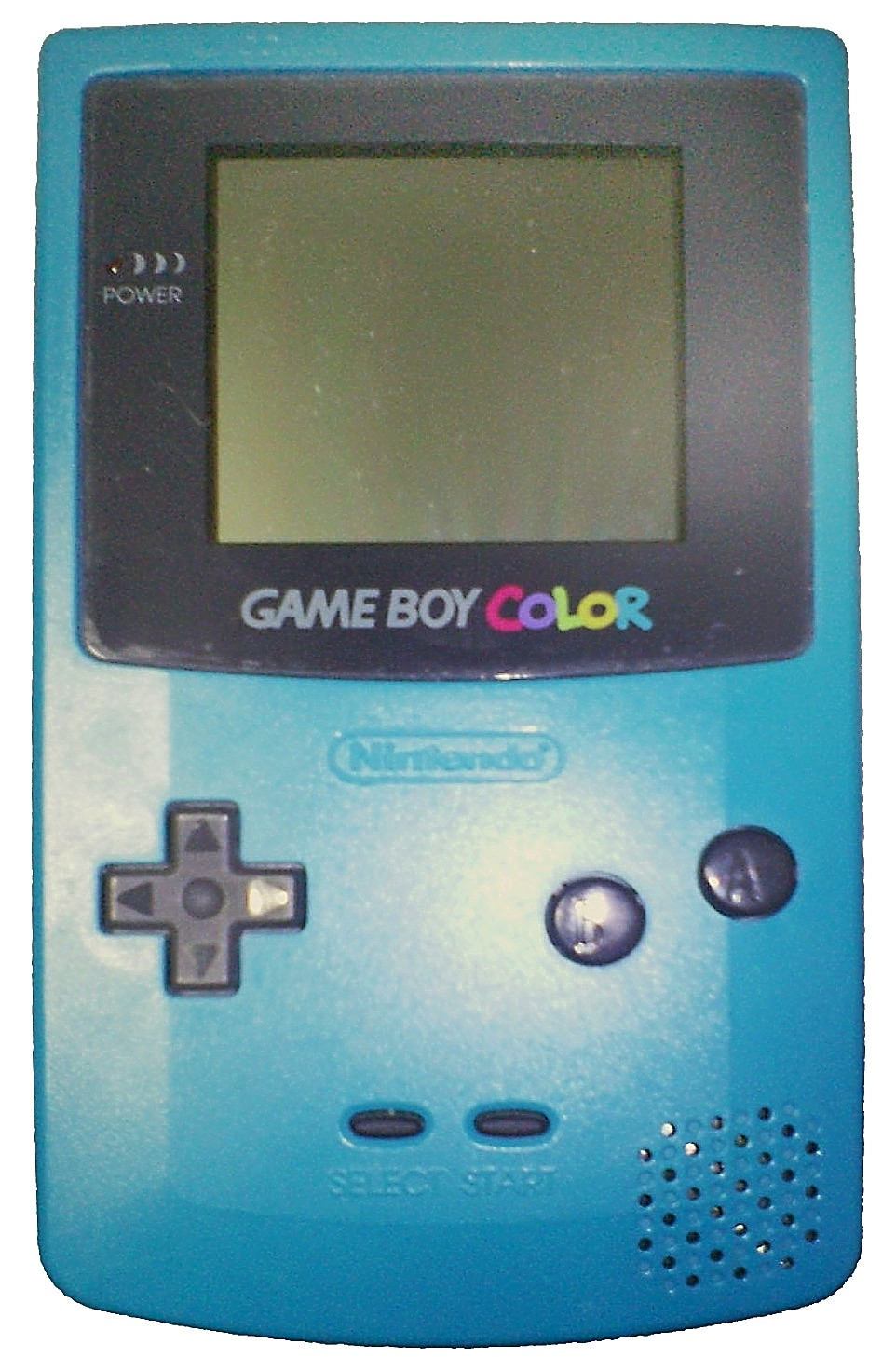
Game Boy Color

Game Boy Color (japonsky ゲームボーイカラー, výslovnost Gēmu Bōi Karā, zkráceně GBC) byla kapesní herní konzole firmy Nintendo, nástupce systému Game Boy. V Japonsku vyšla 21. října 1998, v USA v listopadu 1998 a v Evropě v roce 1999. Má menší rozměry než originální Game Boy a navíc obsahuje barevný displej.
S původním systémem byl zpětně kompatibilní, což bylo poprvé u kapesních konzolí, takže mohl využívat širokou škálu originálních her.

## Technická specifikace
Procesor byl 8bitový čip Sharp podobný procesoru Intel 8080, ale obsahoval některé rozšiřující instrukce pro bitové manipulace procesoru Z80, taktovaný na frekvenci 8 MHz, což je dvojnásobek původního Game Boye.
Game Boy Color navíc obsahoval komunikační infra-port pro bezdrátové spojení, ale tuto technologii využívalo jen málo her a verze Game Boy Advance už zase neobsahovala. Displej mohl najednou zobrazovat 56 barev z barevné palety celkových 32768 barev. U her pro původní Game Boy zobrazoval čtyřbarevnou paletu, přičemž sprity mohly mít jiné barvy než pozadí. Tento efekt však způsoboval problémy v některých hrách, které zobrazovaly neviditelné objekty sprity se stejnou barvou jako pozadí.